# Oscar del calcio AIC 1997

L'italiano Roberto Mancini, migliore calciatore assoluto agli Oscar del calcio AIC 1997.

L’Oscar del calcio AIC 1997 fu la prima edizione dell'Oscar del calcio AIC, la manifestazione in cui vengono premiati i protagonisti del calcio italiano dall'Associazione Italiana Calciatori.

## Vincitori
Di seguito sono riportate tutte le nomination dei vari oscar assegnati:

### Migliore calciatore italiano
| Piazzamento | Giocatore       | Squadra   |
| ----------- | --------------- | --------- |
| Vincitore   | Roberto Mancini | Sampdoria |

### Migliore calciatore straniero
| Piazzamento | Giocatore            | Nazionalità | Squadra   |
| ----------- | -------------------- | ----------- | --------- |
| Vincitore   | Zinédine Zidane      | Francia     | Juventus  |
| Nomination  | Lilian Thuram        | Francia     | Parma     |
| Nomination  | Juan Sebastián Verón | Argentina   | Sampdoria |

### Migliore portiere
| Piazzamento | Giocatore         | Squadra  |
| ----------- | ----------------- | -------- |
| Vincitore   | Angelo Peruzzi    | Juventus |
| Nomination  | Gianluigi Buffon  | Parma    |
| Nomination  | Gianluca Pagliuca | Inter    |

### Migliore calciatore giovane
| Piazzamento | Giocatore         | Squadra   |
| ----------- | ----------------- | --------- |
| Vincitore   | Filippo Inzaghi   | Atalanta  |
| Nomination  | Vincenzo Montella | Sampdoria |
| Nomination  | Francesco Totti   | Roma      |

### Migliore allenatore
| Piazzamento | Allenatore         | Squadra  |
| ----------- | ------------------ | -------- |
| Vincitore   | Marcello Lippi     | Juventus |
| Nomination  | Carlo Ancelotti    | Parma    |
| Nomination  | Alberto Zaccheroni | Udinese  |

### Migliore calciatore assoluto
| Piazzamento | Giocatore       | Nazionalità | Squadra   |
| ----------- | --------------- | ----------- | --------- |
| Vincitore   | Roberto Mancini | Italia      | Sampdoria |
| Nomination  | Filippo Inzaghi | Italia      | Atalanta  |
| Nomination  | Zinédine Zidane | Francia     | Juventus  |

### Migliore squadra
| Piazzamento | Squadra  |
| ----------- | -------- |
| Vincitore   | Juventus |
| Nomination  | Parma    |
| Nomination  | Udinese  |

### Migliore arbitro
| Piazzamento | Arbitro           |
| ----------- | ----------------- |
| Vincitore   | Pierluigi Collina |
| Nomination  | Robert Boggi      |
| Nomination  | Stefano Braschi   |